# Рабочая газета (1897)
«Рабочая газета» (укр. Робітнича газета) — нелегальный печатный орган киевских социал-демократов; выходила в Киеве при участии и под редакцией  Бориса Львовича Эйдельмана, Павла Лукича Тучапского, Натанa Абрамовичa Вигдорчика, Ильи Соломоновича Виленского и других. Всего вышло два номера газеты: № 1 — в августе 1897 года и № 2 — в декабре (помечен ноябрём) того же года.

## История
Ездивший с первым номером газеты по поручению редакции за границу, П. Л. Тучапский получил согласие организации «Освобождение труда» о сотрудничестве в газете; Г. В. Плеханов в письме к членам редакции дал положительную оценку «Рабочей газеты» как общерусского социал-демократического органа и указал на необходимость уделять больше внимания вопросам политической борьбы пролетариата. В результате № 2 «Рабочей газеты» носил более определённый политический характер. Группировавшиеся вокруг газеты социал-демократы вели работу по подготовке I съезда РСДРП. Состоявшийся в марте 1898 года I съезд РСДРП признал «Рабочую газету» официальным органом партии. После съезда, вследствие ареста членов Центрального Комитета и редакции «Рабочей газеты», а также разгрома типографии, третий номер газеты, подготовленный к сдаче в набор, не был напечатан. В 1899 году была предпринята попытка возобновить издание «Рабочей газеты», о чём сообщал В. И. Ленин в своей работе «Что делать?».